# Străoști, Prahova
Străoști este un sat în comuna Iordăcheanu din județul Prahova, Muntenia, România. Localitatea, cunoscută de localnici sub denumirea de Pisc, face parte din comuna Iordăcheanu. Străoști este un sat de deal, așezat pe malul drept al râului Cricovul Sărat, la 3 km distanță de orașul Urlați.
Denumirea localității cu rezonanta arhaică își trage seva din primitivul « Straoa » .

## Istoric
La sfârșitul secolului al XIX-lea, făcea parte din comuna Hârsa din plasa Podgoria, județul Prahova.
În raza acestui sat s-a descoperit, în iunie 1974, un depozit de 37 de seceri din bronz (întregi și fragmente), care au intrat în patrimoniul Muzeului de Istorie și Arheologie, Prahova. 
De altfel, acest sat apare atestat în documente de pe la 1464 octombrie 28, când Radu cel Frumos întărea Mănăstirii Snagov mai multe sate, printre care și Străoști, fapt reconfirmat de Basarab cel Tânăr la 23 martie 1482 și mai târziu de către Neagoe Basarab, care situează satul « Straosti pe Cricov ».
Deși nu apare în memoriile lui Bauer, așezarea e menționată de Dionisiu Fotino în «Istoria Generală a Daciei, sau a Transilvaniei, Terei Muntenesci și Moldovei» (1815 în varianta Straosi ), iar în Analele Parlamentare din 1831 este menționată ca « Straosti », înregistrând un număr de 74 de familii. 
Prin HCM 1116/1968 trece în componența comunei Iordăcheanu. Și, deși în perioada sistematizării ceaușiste (1975) nu era propus pentru dezafectare, prin Decizia nr. 275/29 mai 1989, a Comitetului Executiv al Consiliului Popular al Județului Prahova, dispărea ca unitate administrativ-teritorială. 
Legea fiind abrogată după decembrie 1989, situația a revenit la normal, astfel că, în prezent este sat component al comunei Iordăcheanu.